# Premi e riconoscimenti di Kim Tae-yeon
Questa è una lista dei premi e delle candidature di Kim Tae-yeon, cantante sudcoreana che debuttò nel novembre 2007 sotto la SM Entertainment.

## Premi coreani
Asia Artist Award
| Anno | Premio                                   | Ricevente    | Risultato   |
| ---- | ---------------------------------------- | ------------ | ----------- |
| 2017 | Most Popular Artists (cantanti) – Top 50 | Kim Tae-yeon | Candidato/a |
| 2018 | Most Popular Artists (cantanti) – Top 50 | Kim Tae-yeon | Candidato/a |

 Cyworld Digital Music Awards 
| Anno | Premio                       | Ricevente | Risultato       |
| ---- | ---------------------------- | --------- | --------------- |
| 2008 | Song of the Month (Febbraio) | "If"      | Vincitore/trice |

 Circle Chart Music Award 
| Anno | Premio                              | Ricevente        | Risultato       |
| ---- | ----------------------------------- | ---------------- | --------------- |
| 2015 | Song of the Year – ottobre          | "I"              | Vincitore/trice |
| 2016 | Song of the Year – febbraio         | "Rain"           | Candidato/a     |
| 2016 | Song of the Year – giugno           | "Starlight"      | Candidato/a     |
| 2016 | Song of the Year – giugno           | "Why"            | Candidato/a     |
| 2016 | Song of the Year – novembre         | "11:11"          | Candidato/a     |
| 2018 | Album of the Year – primo trimestre | "My Voice"       | Candidato/a     |
| 2018 | Song of the Year – febbraio         | "Fine"           | Candidato/a     |
| 2018 | Song of the Year – dicembre         | "This Christmas" | Candidato/a     |
| 2018 | Mobile Vote Popularity Award        | Kim Tae-yeon     | Vincitore/trice |

 Golden Disc Awards 
| Anno | Premio                   | Ricevente                        | Risultato       |
| ---- | ------------------------ | -------------------------------- | --------------- |
| 2008 | Yepp Popularity Award    | "Can You Hear Me"                | Vincitore/trice |
| 2016 | Disc Bonsang             | I                                | Candidato/a     |
| 2016 | Digital Bonsang          | "I"                              | Vincitore/trice |
| 2016 | Digital Daesang          | "I"                              | Candidato/a     |
| 2016 | Popularity Award         | Kim Tae-yeon                     | Candidato/a     |
| 2016 | Global Popularity Award  | Kim Tae-yeon                     | Candidato/a     |
| 2016 | iQiyi Best Female Artist | Kim Tae-yeon                     | Vincitore/trice |
| 2017 | Popularity Award         | Kim Tae-yeon                     | Candidato/a     |
| 2017 | Disc Bonsang             | Why                              | Candidato/a     |
| 2017 | Digital Bonsang          | "Rain"                           | Vincitore/trice |
| 2017 | Digital Daesang          | "Rain"                           | Candidato/a     |
| 2018 | Disc Daesang             | My Voice                         | Candidato/a     |
| 2018 | Disc Bonsang             | My Voice                         | Vincitore/trice |
| 2018 | Digital Bonsang Award    | "Fine"                           | Candidato/a     |
| 2018 | Global Popularity Award  | Kim Taeyeon                      | Candidato/a     |
| 2019 | Disc Daesang             | This Christmas: Winter Is Coming | Candidato/a     |
| 2019 | Disc Bonsang             | This Christmas: Winter Is Coming | Candidato/a     |
| 2019 | Popularity Award         | Kim Tae-yeon                     | Candidato/a     |

 Korean Music Awards 
| Anno | Premio         | Ricevente | Risultato   |
| ---- | -------------- | --------- | ----------- |
| 2018 | Best Pop Album | My Voice  | Candidato/a |

MBC Plus X Genie Music Awards
| Anno | Premio                       | Ricevente    | Risultato   |
| ---- | ---------------------------- | ------------ | ----------- |
| 2018 | Artist of the Year           | Kim Tae-yeon | Candidato/a |
| 2018 | Female Artist Award          | Kim Tae-yeon | Candidato/a |
| 2018 | Genie Music Popularity Award | Kim Tae-yeon | Candidato/a |

 Melon Music Awards 
| Anno | Premio             | Ricevente                | Risultato       |
| ---- | ------------------ | ------------------------ | --------------- |
| 2011 | Best OST           | "I Love You"             | Candidato/a     |
| 2016 | Top 10 Artists     | Kim Tae-yeon             | Vincitore/trice |
| 2016 | Artist of the Year | Kim Tae-yeon             | Candidato/a     |
| 2016 | Best Ballad Song   | "Rain"                   | Candidato/a     |
| 2016 | Song of the Year   | "Rain"                   | Candidato/a     |
| 2017 | Top 10 Artists     | Kim Tae-yeon             | Candidato/a     |
| 2017 | Best Ballad Award  | "Fine"                   | Candidato/a     |
| 2018 | Hot Trend Award    | "Page 0" (ft. MeloMance) | Candidato/a     |

 Mnet Asian Music Awards 
| Anno | Premio                        | Ricevente                | Risultato       |
| ---- | ----------------------------- | ------------------------ | --------------- |
| 2008 | Best OST                      | "If"                     | Candidato/a     |
| 2011 | Best OST                      | "I Love You"             | Candidato/a     |
| 2011 | Song of the Year              | "I Love You"             | Candidato/a     |
| 2012 | Best OST                      | "Missing You Like Crazy" | Candidato/a     |
| 2015 | Artist of the Year            | Kim Tae-yeon             | Candidato/a     |
| 2015 | Best Female Artist            | Kim Tae-yeon             | Vincitore/trice |
| 2015 | Song of the Year              | "I"                      | Candidato/a     |
| 2015 | Best Female Vocal Performance | "I"                      | Candidato/a     |
| 2016 | Artist of the Year            | Kim Tae-yeon             | Candidato/a     |
| 2016 | Best Female Artist            | Kim Tae-yeon             | Vincitore/trice |
| 2016 | Song of the Year              | "Rain"                   | Candidato/a     |
| 2016 | Best Female Vocal Performance | "Rain"                   | Candidato/a     |
| 2017 | Best Female Artist            | Kim Tae-yeon             | Candidato/a     |
| 2017 | Artist of the Year            | Kim Tae-yeon             | Candidato/a     |
| 2018 | Best Female Artist            | Kim Tae-yeon             | Candidato/a     |
| 2018 | Artist of the Year            | Kim Tae-yeon             | Candidato/a     |

 Seoul International Drama Awards 
| Anno | Premio                       | Ricevente                | Risultato       |
| ---- | ---------------------------- | ------------------------ | --------------- |
| 2012 | Best Song from a Drama       | "Missing You Like Crazy" | Vincitore/trice |
| 2013 | Best Song from a Drama       | "Closer"                 | Candidato/a     |
| 2013 | Best Song from a Drama       | "And One"                | Candidato/a     |
| 2015 | Outstanding Korean Drama OST | N.D.                     | Vincitore/trice |

 Seoul International Youth Film Festival 
| Anno | Premio                      | Ricevente             | Risultato       |
| ---- | --------------------------- | --------------------- | --------------- |
| 2014 | Best OST by a Female Artist | "Love, That One Word" | Vincitore/trice |

 Seoul Music Award 
| Anno | Premio               | Ricevente    | Risultato       |
| ---- | -------------------- | ------------ | --------------- |
| 2016 | Daesang Award        | Kim Tae-yeon | Candidato/a     |
| 2016 | Bonsang Award        | Kim Tae-yeon | Vincitore/trice |
| 2016 | Popularity Award     | Kim Tae-yeon | Candidato/a     |
| 2017 | Daesang Award        | Kim Tae-yeon | Candidato/a     |
| 2017 | Bonsang Award        | Kim Tae-yeon | Vincitore/trice |
| 2017 | Popularity Award     | Kim Tae-yeon | Candidato/a     |
| 2018 | Bonsang Award        | Kim Tae-yeon | Candidato/a     |
| 2018 | Popularity Award     | Kim Tae-yeon | Candidato/a     |
| 2018 | Hallyu Special Award | Kim Tae-yeon | Candidato/a     |

Soribada Best K-Music Awards
| Anno | Premio                   | Ricevente    | Risultato   |
| ---- | ------------------------ | ------------ | ----------- |
| 2018 | Bonsang Award            | Kim Tae-yeon | Candidato/a |
| 2018 | Popularity Award (donne) | Kim Tae-yeon | Candidato/a |
| 2018 | Global Fandom Award      | Kim Tae-yeon | Candidato/a |

## Altri premi
| Anno                                        | Premio                       | Ricevente                                 | Risultato       |
| ------------------------------------------- | ---------------------------- | ----------------------------------------- | --------------- |
| Mnet 20's Choice Awards                     |                              |                                           |                 |
| 2008                                        | Hot Radio DJ                 | Kangin and Kim Tae-yeon's Chin Chin Radio | Vincitore/trice |
| MBC Drama Awards                            |                              |                                           |                 |
| 2009                                        | Program Production           | Kangin e Kim Tae-yeon's Chin Chin Radio   | Vincitore/trice |
| 2009                                        | Radio Newcomer Award         | Kangin e Kim Tae-yeon's Chin Chin Radio   | Vincitore/trice |
| Republic of Korea Entertainment Arts Awards |                              |                                           |                 |
| 2010                                        | Female Radio MC Award        | Taeyeon's Chin Chin Radio                 | Vincitore/trice |
| The Musical Awards                          |                              |                                           |                 |
| 2011                                        | Best Newcomer                | Midnight Sun                              | Candidato/a     |
| Naver Fashion Beauty x Celeb's Pick         |                              |                                           |                 |
| 2016                                        | 2016 Fashionista Award       | Kim Tae-yeon                              | Vincitore/trice |
| KKBOX Music Awards                          |                              |                                           |                 |
| 2016                                        | Korean Artist of the Year    | Kim Tae-yeon                              | Vincitore/trice |
| Annual Soompi Awards                        |                              |                                           |                 |
| 2017                                        | Best Female Solo             | Kim Tae-yeon                              | Vincitore/trice |
| 2017                                        | Artist of the Year           | Kim Tae-yeon                              | Candidato/a     |
| 2017                                        | Fuse Music Video of the Year | "Rain"                                    | Candidato/a     |
| 2017                                        | Best Collaboration           | "Don't Forget" (Crush feat. Kim Tae-yeon) | Candidato/a     |
| 2017                                        | Song of the Year             | "Why"                                     | Candidato/a     |
| 2017                                        | Album of the Year            | Why                                       | Candidato/a     |
| 2018                                        | Best Female Solo             | Kim Taeyeon                               | Candidato/a     |
| Fandom School Awards                        |                              |                                           |                 |
| 2017                                        | Best Vocal Award             | Kim Tae-yeon                              | Vincitore/trice |
| 2018                                        | Best Vocal Award             | Kim Tae-yeon                              | Vincitore/trice |
| KAZZ Awards                                 |                              |                                           |                 |
| 2018                                        | Best Asian Concert Award     | Kim Tae-yeon                              | Vincitore/trice |
| BreakTudo Awards                            |                              |                                           |                 |
| 2018                                        | K-pop Female Artist Award    | Kim Tae-yeon                              | Candidato/a     |